# Orchi-aceras macra
Orchi-aceras macra là một loài thực vật có hoa trong họ Lan. Loài này được (Lindl.) E.G. Camus mô tả khoa học đầu tiên năm 1908.